# Осветление
Осветление е изкуствена или естествена светлина, която осигурява осветеност на вътрешността на сгради или навън на паркове, стадиони и други. Изкуствените източници са технически устройства с различна конструкция и различни способи за преобразуване на енергията, основното предназначение на които е получаването на светлинно излъчване. Примери за изкуствено осветление са:
- Светодиодна лампа
- Луминесцентна лампа
- Електрическа лампа
- Газена лампа
- Свещ
- Факел
- Маслена лампа

Естествените източници на светлина за природни обекти, които осветяват със собствена или отразена светлина. Това са:
- Звездите
- Слънцето
- Луната
- Светкавицата
- Полярното сияние
- Някои материали, като фосфора, както и някои живи организми, също имат свойството на излъчват светлина. Особено интересно явление е така нареченият лисичи огън[1].

Осветлението изпълнява не само естетични функции, но е много важно поради здравословни причини и може да предотврати разход на енергия. Проучване, проведено през 1972 и 1981 г., документирано от Робърт Улрих, изследвало 23 хирургически пациенти, които били настанени в стаи с прозорци и гледка навън. Резултатът от проучването е, че пациентите, които били в стаи с прозорци, които осигуряват достъп до естествена светлина, имали много по-кратки следоперативни болнични престои, получавали много по-малко отрицателни оценъчни коментари в бележките на медицинските сестри, приемали по-рядко силни болкоуспокояващи спрямо 23 други пациенти в подобно състояние, които обаче били настанени в стаи, където прозорците гледали към тухлени стени. Това проучване показва, че поради естеството на гледката и излагането на дневна светлина наистина е по-здравословно за пациентите, отколкото за тези, които са изложени на слаба естествена светлина със закрита гледка към стена. Правилното използване на прозорците не само повишава работната производителност, но допринася както за по-добрата естетика на помещенията, така и за по-доброто цялостно здраве на хората в тях.
Изкуственото осветление се дели на интериорно и екстериорно. От своя страна интериорното осветление бива:
- Oсновно – този вид изкуствено осветление осигурява необходимата светлина за свободно придвижване в затворени помещения при недостатъчност или липса на естествена светлина. Основното осветление присъства в почти всяко интериорно помещение и се монтира близо до тавана и в центъра на стаята, за да се осигури по-добро разпръскване на светлината.
- Локално – то осигурява достатъчно светлина в конкретни области от общото помещение, за да помогне за реализиране определени дейности като например четене, готвене, хобита, учене или работа. Този тип осветление идва от различни източници, които освен функционална, имат и естетическа роля.
- Насочено – този тип осветление има за цел да акцентира посредством светлина вниманието на човек към определен обект или форма. Това може да бъде произведение на изкуството, растение, обект от мебелировката или архитектурата на помещението. Насоченото, или още акцентно осветление, има основно естетическа роля.

Към всеки от тези видове спадат различни осветителни тела, които в комбинация осигуряват необходимата светлина в затворени пространства.
Самото осветяване се подсигурява от електрически крушки (с нажежаема жичка, халогенни, CFL, LED, и др). Електрическите крушки се характеризират с:
- Мощност – измерва се във ватове (W) и отговаря за силата на светлината, която се разпръсква.
- Експлоатационна ефективност – измерва се в лумени (Lm) и е много по-точна мярка за измерване на силата на светлина, наложена от навлизането на съвременни, енергоспестяващи крушки.
- Цветна температура – измерва се в келвини (K) и отговаря за светлинния спектър на всеки източник на светлина. Ниските К-стойности (2700 – 3500 K) съответстват на по-жълтеникава и мека светлина. Средните К-стойности (4000 – 4200 K) определят т.нар. ‘неутрална’ светлина, която се доближава най-много до естествената. Високите К-стойности (5500 – 6500 К) съответстват на студена, бяла светлина.